# 后溪街站
後溪街站位于浙江省衢州市衢江区后溪镇 ，是沪昆铁路的一个车站。车站由上海铁路局金华车务段管辖，办理列车通过停靠作业，客运业务于1997年4月1日停办:156；货运业务仅办理专用线、专用铁路货运作业，设有通往中国石化后溪油库的专用线。专用线长206米，建于1966年:354。

## 事故
2014年5月14日，在沪昆铁路衢州段的夜间维修作业时段，上海铁路局杭州工务段3名线路维修人员与维修作业车辆57129次列车在沪昆铁路447KM+336米处、衢州站至本站区间发生碰撞，造成2人死亡、1人受伤，构成一般A类事故。